# Netherlands Aircraft Company
Die Netherlands Aircraft Company N.V. (NAC; ehemals Rekkof Aircraft NV) ist ein niederländisches Unternehmen. Es wurde vom ehemaligen Eigentümer der belgischen Fluggesellschaft VLM Airlines, Jaap Rosen Jacobsen, mit dem Ziel gegründet, die Produktion der Flugzeugtypen Fokker 70 und Fokker 100 wiederaufzunehmen.

## Geschichte
Anfang 1998 lancierte Rekkof (Fokker rückwärts geschrieben) zum ersten Mal den Plan, die Produktion der Fokker 70 und 100, evtl. mit neuen Triebwerken und weiteren Verbesserungen, wiederaufzunehmen. Die Produktion dieser Typen wurde mit der Insolvenz der Fokker-Flugzeugwerke im Jahr 1996 eingestellt. Mehrmals, zuletzt im November 2005, wurde bekanntgegeben, dass man unter anderem mit Iran Air wie auch mit der niederländischen Fluggesellschaft KLM über den Kauf einiger Exemplare verhandele. Trotz vieler Ankündigungen dieser Art wurde nie ein Kaufvertrag abgeschlossen. Lediglich mit VLM Airlines, die demselben Eigentümer wie Rekkof gehört, wurde ein früher Vorvertrag über vier Rekkof Fokker 70 abgeschlossen, der jedoch mangels weiterer Bestellungen anderer Kunden nie in einen bindenden Kaufvertrag umgewandelt wurde.
KLM, die sich zwischenzeitlich sehr interessiert gezeigt hatte, sagte im Spätherbst 2005 zu Gerüchten einer Rekkof-Bestellung durch KLM, dass man zwar grundsätzlich interessiert sei, jedoch nicht Kaufverhandlungen mit Rekkof stehe. Auch mit dem Iran und anderen zwischenzeitlich genannten Interessenten wurden bis dato keine Verträge abgeschlossen.
Im November 2005 wurden widersprüchliche Meldungen zur Zukunft von Rekkof bekannt. Einerseits wurde am 3. November berichtet, dass Rekkof aufgegeben habe, nachdem KLM die Entscheidung über den Kauf von Flugzeugen in der Größenklasse der Fokker 70 um mindestens zwei Jahre verschoben habe. Die finanziellen Ressourcen seien nicht ausreichend, um ohne Kunden weitere zwei Jahre auf eine mögliche Bestellung des aussichtsreichsten Kunden zu warten. Diesem widerspricht eine Meldung in der niederländischen Zeitung De Telegraaf vom 7. November 2005, in der Rekkof-Chef Jaap Rosen Jacobsen ankündigt, dass man die Pläne weiter verfolge und der Neustart der Fokker-Produktion kurz bevorstehe.
Nach fast zwei Jahren ohne Aktualisierungen wurde die Rekkof-eigene Website Ende 2006 überarbeitet und bestand nur noch aus einer Kurzpräsentation des Vorhabens, ohne weitere Informationen zum Status oder anderen Neuigkeiten.
Das Magazin Flight International berichtete Ende September 2006 darüber, dass es Pläne gebe, die Fokker-70/100-Produktion gemeinsam mit Rekkof in Indien wiederaufzunehmen. Die Gespräche und Pläne befänden sich jedoch noch in einem frühen Stadium.
Laut einem Bericht von „airliners.de“ im März 2010 genehmigt die niederländische Regierung einen Kredit in Höhe von 20 Millionen Euro zur Entwicklung der Fokker XF 100. Unterauftragnehmer wie Atkins (vormals Nedtech mit Sitz in Hoofddorp/NL) arbeiteten an der strukturellen und aerodynamischen Neuauslegung des Flugzeugmodells.
Im September 2011 wurde der Neustart der Fokker 100 als NG Aircraft F100 mit geplantem Erstflugtermin für 2013 durch Rekkof bekanntgegeben. Auf der Luft- und Raumfahrtmesse in Farnborough 2012 wurde dann das Konzept einer gestreckten Version für 120 Passagiere namens F-120NG präsentiert.
Das Unternehmen benannte sich in Netherlands Aircraft Company um und gab 2014 auf der Messe in Farnborough bekannt, dass es mit einer Finanzierung des neuen Flugzeugs rechne und eine Entwicklungszeit von fünf Jahren erwarte; ein Starttermin für die Entwicklung wurde jedoch nicht genannt. Auf der Unternehmenswebsite wird das Flugzeug seit ungefähr Anfang 2016 als etwas vergrößerte Fokker 130 präsentiert.